# Sale Caractère (album)
 (février 2025).
Si vous disposez d'ouvrages ou d'articles de référence ou si vous connaissez des sites web de qualité traitant du thème abordé ici, merci de compléter l'article en donnant les références utiles à sa vérifiabilité et en les liant à la section « Notes et références ».
Albums de Massilia Sound System
Massilia (album)
(2014)
Sale Caractère est un album de Massilia Sound System sorti le 11 juin 2021.

## Liste des titres
Les treize pistes de cet album sont :
| 1.         | A Cavalòt          | 4 min 00 s |
| 2.         | Casa Massilia      | 3 min 40 s |
| 3.         | Nine               | 3 min 29 s |
| 4.         | Sale Caractère     | 4 min 23 s |
| 5.         | Dans l'Oreillette  | 3 min 47 s |
| 6.         | À la Rue           | 4 min 11 s |
| 7.         | Lo Mercat          | 3 min 26 s |
| 8.         | Drôles de poissons | 3 min 13 s |
| 9.         | La Mouche          | 3 min 40 s |
| 10.        | Vive la Solidarité | 3 min 39 s |
| 11.        | Bòna Adreiça       | 3 min 24 s |
| 12.        | Tôt ou Tard        | 2 min 47 s |
| 13.        | Uei                | 2 min 50 s |
| 46 min 0 s |                    |            |